# ديمان
ديمان قرية سوريّة تتبع إداريّاً لمحافظة حلب منطقة السفيرة ناحية بنان،وهي تعتبر عاصمة لمنطقة جبل الحص نظرا لقدامتها، بلغ تعداد سكانها (679) نسمة حسب التعداد السكاني لعام 2004.